# Georges Dobbels
Georges Dobbels (18 januari 1910 – 25 juli 1988) was een Belgische beeldhouwer. Hij was afkomstig uit Menen en maakte carrière in Brussel.

## Biografie
De kunstenaar werd geboren op 18 januari 1910 in 't Schippershof in Menen, een stad tegen de Franse grens. Hij was de zoon van Fanny Vermeulen en Camille Dobbels. Verder had hij een tien jaar oudere broer, Gaston. Georges werd opgevoed door zijn inwonende grootmoeder Marie omdat zijn moeder haar handen vol had met de zaak, die vierentwintig uur per dag open was. Zijn vader deed met kar en paard aan transport. Drukte was een constante in het leven van de familie Dobbels. Het tekende de jongen voor het leven. Georges Dobbels werd een gesloten en eenzame jongen, door iedereen geliefd. Hij reisde van de Belgische naar de Franse zijde van de Leie en terug.

### Eerste Wereldoorlog
Toen de Eerste Wereldoorlog uitbrak waren de Duitsers in aantocht. 't Schippershof werd een minikazerne. Het front was te Ieper, maar de soldaten kwamen naar Menen om te rusten. Dobbels groeide als jonge knaap op tussen het onophoudelijke geschut in de verte en soldaten in de zaak. In 1917 kreeg de bevolking de opdracht om met pak en zak per trein naar een onbekende bestemming te vertrekken. Zijn broer Gaston werd door de Duitsers opgeëist om de obusputten te vullen zodat de wegen berijdbaar bleven.
De familie Dobbels kwam in Berg bij Kampenhout aan en verbleef op een zolder. Dankzij de Duitsers kregen ze een menswaardiger verblijf. Vader en moeder Dobbels vonden beiden werk in Vilvoorde. Georges ging naar de plaatselijke school, waar hij het als West-Vlaming hard te verduren kreeg. Het was niet helemaal negatief voor de jongen. In de velden van Berg ervoer hij rust en vrede, wat hij later in zijn werken zou verwerken. 
Op 12 november 1918 keerden Camille en Gaston te voet naar Menen terug. Nadat ze het zwaar beschadigde Schippershof in de kapotte stad Menen hadden gezien, besloten ze in Berg te blijven wonen. Moeder Fanny wilde daar niets van weten en overtuigde het gezin naar Menen terug te keren en de zaak opnieuw op te richten.

### Interbellum
Georges ging naar de Gemeenteschool te Menen en hij liep ook lessen in de tekenschool. In 1923 behaalde hij de prijs van Uitmuntendheid en kreeg de zilveren stadsmedaille. Hij mocht niet naar de middelbare school in Luik van zijn moeder. Zoals het de gewoonte was in Menen, ging hij zoals andere jongeren naar Halewijn, net over de Franse grens, om Frans te leren.
Na de onthulling van het oorlogsmonument in Menen, begreep Georges zijn roeping. Hij zou beeldhouwer worden. Na wat kleine werkjes mocht hij naar de Académie des Beaux-Arts in de nabijgelegen Franse stad Tourcoing gaan. Het was de meest befaamde academie uit de streek. Dankzij zijn leerkracht Clamagirand kon hij samenwerken met grote architecten uit Noord-Frankrijk. Hij werkte aan de kerk van Saint-Thérèse in Wattrelos, de Heilige Hartkerk in Roubaix en ondertussen werd hij laureaat van de Académie in Tourcoing in 1930.Tijdens zijn legerdienst te Brussel volgde hij avondcursussen aan de Koninklijke Academie voor Schone Kunsten. Na zijn dienst wilde hij in Brussel blijven. Hij kende een periode van stagnatie en armoede door de algemene economische crisis van de jaren dertig. 
In 1935 huwde hij met Jeanne Plaes, die een zoon had uit een vorig huwelijk. Hij voedde de kleine Raymond Breda als zijn zoon op. Het is pas in 1936 dat Georges in zag dat hij beter zijn eigen weg zou zoeken in de beeldhouwkunst en hij brak met het classicisme. Door aanraden van een vriend behaalde hij zijn diploma's voor de Middenjury en werd leraar tekenen en kunstgeschiedenis in de Athenea van Zaventem, Diest, Koekelberg en Brussel. Gedurende 32 jaar gaf hij les. Zijn lessen waren gevuld met dia's, prenten en souvenirs van zijn reizen. Hij gebruikte ook veel klassieke muziek tijdens de lessen. Aan volwassenen gaf hij soms privélessen. 

### Tweede Wereldoorlog
Tijdens de Tweede Wereldoorlog belandde Dobbels in 1940 in Duitsland als krijgsgevangene. Samen met de andere Vlaamse soldaten werd hij vrijgelaten. In 1941 vestigde hij zich op de Grote Markt van Brussel en vernielde alles wat hij voordien had gemaakt. Hij was de overdadige versieringen van de barok zat. Hij begon figuratieve figuren te maken op zoek naar intellectuele integriteit. Hij is zijn leven lang een zoeker en een filosoof gebleven.

### Na de oorlog
Omstreeks 1950 ontmoette Dobbels de verloofde van een architect. Ze vroeg hem haar aanstaande uit de nood te helpen. Architect Viktor Martiny had zijn arm gebroken en kon zijn plannen niet meer tekenen. Het was het begin van een langdurige vriendschap. Georges Dobbels werd kunstenaar van bas-reliëfs en bustes in steen of marmer. 
In 1954 moest hij zijn atelier verhuizen naar de stallingen van het Egmontpaleis in Brussel. Daar heeft hij de rest van zijn leven gewerkt. Zijn atelier draagt nu de naam "Salle G. Dobbels" en werd later gebruikt als conferentiezaal. Georges Dobbels zag vlug in dat abstracte vormen in deze tijd een grote rol zouden spelen. Hij heeft dan ook een grote bijdrage geleverd aan de abstracte sculpturen van de 20ste eeuw. Zijn abstracte kunst staat dicht bij zijn intellectuele benadering van volumes, licht en evenwicht.
In 1981 "ontdekte" de stad Menen dat een oud-Menenaar in Brussel een befaamd beeldhouwer was geworden. Het stadsbestuur besloot om een grote retrospectieve van de kunstenaar te houden in de stad. Op 15 mei 1982 was het zo ver. 

### Erfenis
Daar hij kinderloos was, wilde Georges Dobbels dat zijn oeuvre na zijn dood naar Menen ging, de stad die hem erkende en vierde. Dobbels overleed op 26 juli 1988 in Brussel. Intussen had de gemeenteraad van Menen reeds beslist het pand ’t Schippershof aan te kopen om er een museum in op te richten. 

## Werken
- Beeld ‘Jean Nijs’, Academie de Tourcoing (1928-1930), Frankrijk
- Sint-Benedictus, Abdij van Maredret, 1947, België
- Prof. Emer. V.G. Martiny, Brussel
- De legende van St.-Clements, Kerk van Otree, België
- Het huis van het Boek, Dinantplaats, Brussel
- Huis De Soignies, St.-Agatha-Berchem, België
- Muur van het perron van het Lycée Gatti de Gamond, Brussel
- Monument Vrije Universiteit Brussel